# Tim Tebow
Timothy Richard "Tim" Tebow (14 de agosto de 1987, Makati, Filipinas) é um atleta profissional e comentarista esportivo americano. Ele começou sua carreira como desportista ainda na escola e de lá foi estudar na Universidade da Flórida. Foi, por quatro anos, quarterback do time de futebol americano da faculdade, onde se destacou para se tornar, segundo especialistas, um dos melhores jogadores universitários da história. Ele conquistou dois títulos do BCS National Championship (a final da NCAA) e ainda venceu o prêmio Heisman Trophy de melhor jogador universitário em 2007. Após uma carreira curta com altos e baixos na da NFL, ele se tornou comentarista esportivo da ESPN antes de voltar ao mundo dos esportes e jogou beisebol como outfielder no New York Mets, jogando nas ligas pequenas de 2016 a 2020. Em 2021, Tebow retornou à NFL e assinou um contrato com o Jacksonville Jaguars para jogar como tight end, mas acabou dispensado antes do fim da pré-temporada.
É casado desde janeiro de 2020 com a ex-Miss Universo sul-africana Demi-Leigh Nel-Peters.

## Vida e carreira
Filho de nativos da Flórida, Tebow nasceu nas Filipinas em 1987. Seus pais, que eram missionários batistas, trabalhavam em uma igreja local. A gravidez foi complicada, já que sua mãe acabou contraindo disenteria amebiana, sendo que alguns médicos sugeriram que ela abortasse a criança. Porém Tim acabou nascendo saudável no dia 14 de agosto em Makati, cidade da região da Grande Manila. Ele passou parte da sua infância sendo educado em casa, recebendo principalmente ensinamentos cristãos de seus pais devotos. Quando se mudou para a Flórida, ele começou jogando como tight end e quarterback na Allen D. Nease High School. Suas habilidades e história de vida atraiu a atenção da mídia e ele ganhou publicações em famosos meios de comunicação, como a revista Sports Illustrated e até participou de um documentário da ESPN.
Em 2006 recebeu uma bolsa de estudos para a Universidade da Flórida (UF) e se tornou o quarterback titular do time em 2007, sendo que nesta temporada ele ganharia o Heisman Trophy, se tornando o primeiro jogador do segundo ano (sophomore) da faculdade a levar o prêmio. Em 2008, ele liderou a UF a uma campanha de 13 vitórias em 14 jogos e conquistaram neste ano o título nacional, pela segunda vez seguida, onde ele foi nomeado o MVP (melhor jogador) daquela partida. Os Gators (como é chamado o time da universidade) repetiu a mesma performance no ano seguinte, perdendo apenas um jogo em 2009. Quando encerrou sua carreira universitária, Tebow detinha os melhores números da história da conferência em termos de eficiência no passe e touchdowns terrestres, aparecendo em terceiro e décimo (respectivamente) nestas categorias no livro de recordes da NCAA.

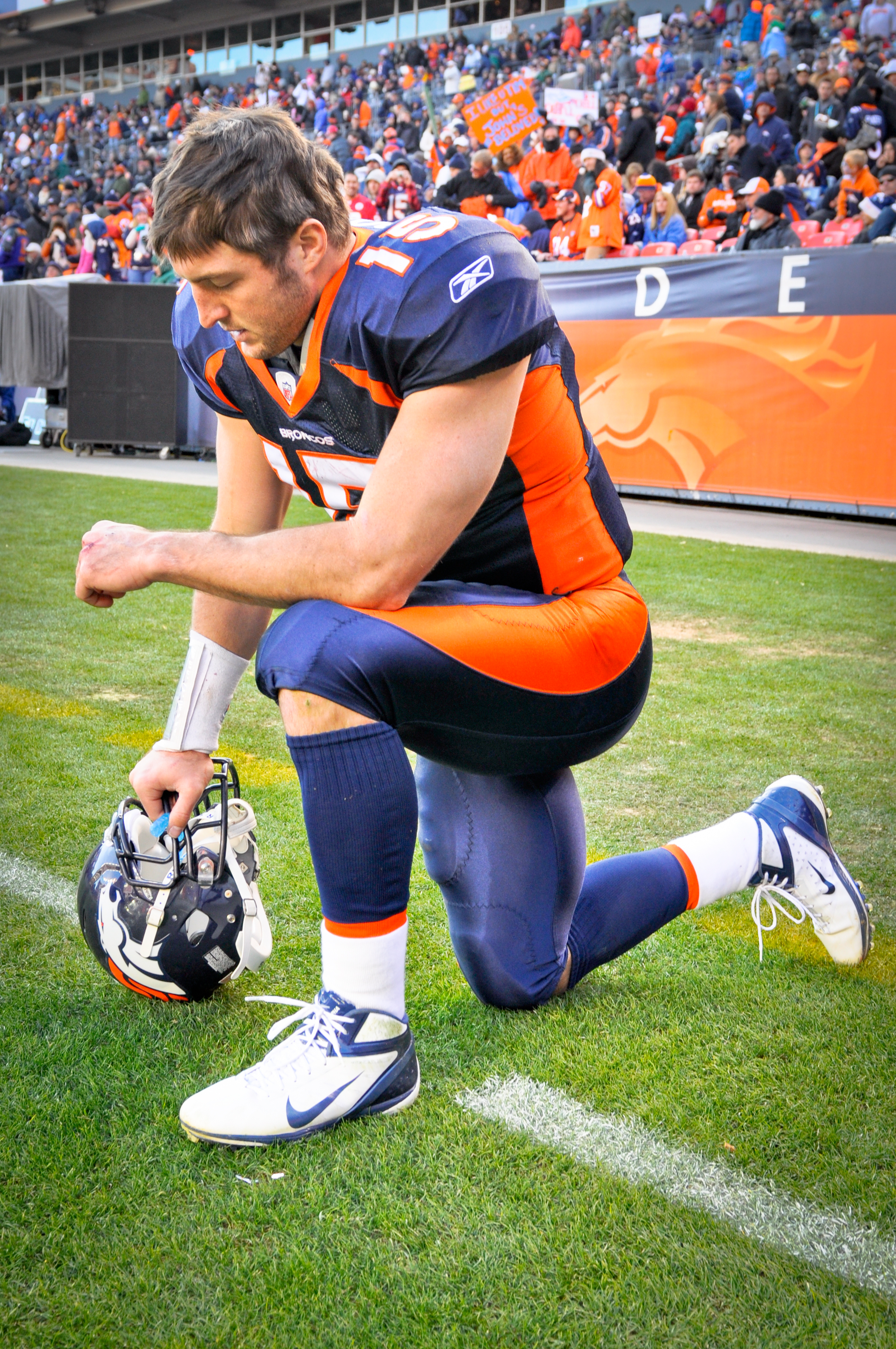
Após cada vitória, Tebow constumava se ajoelhar e fazia uma rápida oração. O gesto, que ficou conhecido como Tebowing, acabou se tornando um sucesso viral na mídia e uma marca do jogador.

Em 2010, Tebow manifestou que iria se inscrever no Draft da NFL. Apesar do sucesso na universidade, muitos duvidavam se ele teria uma carreira de sucesso na liga profissional de futebol americano. Sua mecânica para lançar a bola era o principal alvo da crítica, mas os ex treinadores, Jon Gruden e Tony Dungy, defenderam o talento do atleta. Muitos analistas acreditavam que o jogador só seria selecionado na terceira rodada em diante do Draft e que possivelmente o destino seria o Jacksonville Jaguars, time da cidade onde viveu boa parte da vida.
Para a surpresa e espanto dos analistas de futebol americano dos Estados Unidos, Tebow foi selecionado logo na primeira rodada (escolha nº 25) do Draft da National Football League pelo Denver Broncos. Em julho, ele assinou um contrato de 5 anos por US$11,2 milhões de dólares com o time. O primeiro touchdown como profissional veio em 17 de outubro de 2010, em um jogo contra o New York Jets. Dois meses depois, veio a estreia como titular contra o Oakland Raiders, onde a equipe acabou perdendo fora de casa. Ele então atuou as duas partidas finais da temporada como o quarterback titular. No ano seguinte, com os Broncos indo mal (perdendo quatro dos primeiros cinco jogos), o treinador John Fox tomou a decisão de colocar Tebow como o titular. Apesar de não ter tido números tão bons, a equipe, sob sua liderança, venceu sete dos próximos onze jogos e garantiu a melhor campanha (8-8) da divisão AFC West. Naquela pós-temporada, ele liderou seu time a uma vitória improvável sobre o Pittsburgh Steelers na prorrogação. Mesmo com um bem sucedido começo de carreira, os críticos ainda não estavam convencidos de suas habilidades. Ele acabou encerrando 2011 com o pior percentual de passes completados (40,4%) entre os QBs titulares da liga.
Antes do começo da temporada de 2012, Tebow acabou sendo trocado e mandado para o New York Jets, já que no meio do ano os Broncos contrataram o quarterback Peyton Manning, que seria o titular da equipe. Tim acabou atuando muito pouco pelos Jets e, em 29 de abril de 2013, ele foi cortado do time. Ele então assinou um contrato de dois anos, sem garantias, com o New England Patriots em 11 de junho de 2013, mas foi dispensado novamente em 31 de agosto. Mesmo tendo números ruins, estatisticamente falando, e com um prospecto não muito promissor, Tebow afirmou que não desistiria do sonho de continuar sendo um quarterback na NFL, mas ele acabou não sendo contratado por nenhuma franquia nos meses que se seguiram.
Em 30 de dezembro de 2013, ele foi contratado pela ESPN para ser um analista de futebol americano universitário para o canal.
No começo de 2015, Tebow voltou a manifestar interesse em voltar para a NFL. Ele participou do treinamento (combine) para veteranos e impressionou alguns olheiros. Então, a 20 de abril, ele assinou com o Philadelphia Eagles. No começo de setembro do mesmo ano, foi dispensado após o término da pré-temporada.

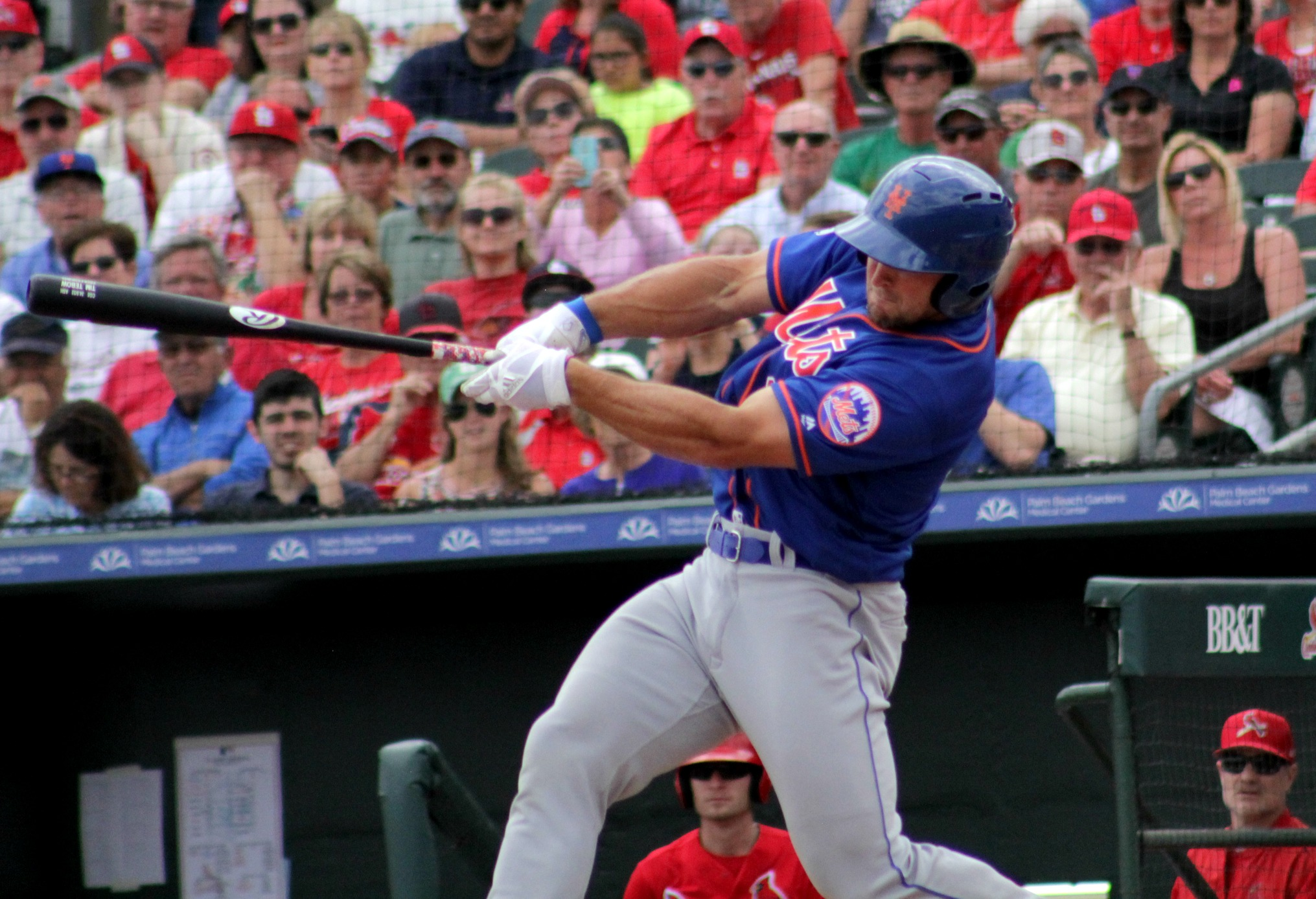
Tebow, em 2017, jogando beisebol pelos Mets da MLB.

Em 2016, Tebow anunciou que perseguiria uma carreira no beisebol profissional, e logo assinou um contrato com o time do New York Mets da minor league em setembro. Ele jogou pela organização dos Mets na MiLB em 2017 e 2018. Ele se aposentou do beisebol em 2020.
Em 20 de maio de 2021, após seis anos afastado do futebol americano, Tebow assinou um contrato de um ano com o Jacksonville Jaguars para jogar como tight end. Ele foi dispensado ainda na pré-temporada em agosto.

### Religião
Tebow é conhecido por sua fé cristã. Nas Filipinas, ele pregava em escolas e aldeias e assistia com assistência médica.  Tebow apoia mais de 40 evangelistas nacionais que trabalham nessa nação. Nos Estados Unidos, Tebow compartilhou sua fé cristã em prisões e escolas, em grupos de igrejas e jovens e em reuniões e conferências.
Tebow é um forte defensor da abstinência baseada na fé e declarou publicamente que mantinha sua virgindade. Tebow é um líder de grupo da Irmandade de Atletas Cristãos, uma organização que exige que todos os líderes assinem uma Declaração de Pureza Sexual que declara que sexo fora do casamento e atos homossexuais são inaceitáveis para Deus.
Uma multidão de cerca de 20.000 no domingo de Páscoa na Flórida ouviu Tebow em 8 de abril de 2012. Ele mencionou apenas brevemente sua mudança de Denver para Nova York. "Meio que fui negociado. Estou em outro time - animado por ser um jato", disse Tebow. "Independentemente do que aconteça, eu ainda honro meu Senhor e Salvador Jesus Cristo, porque no final do dia é isso que importa, vencer ou perder. ... Precisamos voltar para uma nação sob Deus e sermos modelos. para crianças ", acrescentou Tebow.

## Estatísticas da NFL

### Temporada regular
| Legenda | Legenda                  |
| ------- | ------------------------ |
| Negrito | Melhor marca da carreira |

| Ano      | Time     | Jogos | Jogos | Jogos | Passando | Passando | Passando | Passando | Passando | Passando | Passando | Passando | Correndo | Correndo | Correndo | Correndo | Sacks | Sacks  | Fumbles | Fumbles  |
| Ano      | Time     | JD    | JT    | V-D   | Cmp      | Ten      | Pct      | Jardas   | Média    | TD       | Int      | Rtg      | Ten      | Jardas   | Média    | TD       | Sck   | Jardas | Fum     | Perdidos |
| -------- | -------- | ----- | ----- | ----- | -------- | -------- | -------- | -------- | -------- | -------- | -------- | -------- | -------- | -------- | -------- | -------- | ----- | ------ | ------- | -------- |
| 2010     | DEN      | 9     | 3     | 1-2   | 41       | 82       | 50%      | 654      | 8,0      | 5        | 3        | 82,1     | 43       | 227      | 5,3      | 6        | 6     | 26     | 1       | 0        |
| 2011     | DEN      | 14    | 11    | 7-4   | 126      | 271      | 46,5%    | 1 729    | 6,4      | 12       | 6        | 72,9     | 122      | 660      | 5,4      | 6        | 33    | 225    | 13      | 6        |
| 2012     | NYJ      | 12    | 2     | -     | 6        | 8        | 75%      | 39       | 4,9      | 0        | 0        | 84,9     | 32       | 102      | 3,2      | 0        | 2     | 7      | 0       | 0        |
| Carreira | Carreira | 35    | 16    | 8–6   | 173      | 361      | 47,9%    | 2 422    | 6,7      | 17       | 9        | 75,3     | 197      | 989      | 5,0      | 12       | 41    | 258    | 14      | 6        |

### Playoffs
| Ano      | Time     | Jogos | Jogos | Jogos | Passando | Passando | Passando | Passando | Passando | Passando | Passando | Passando | Correndo | Correndo | Correndo | Correndo | Sacks | Sacks  | Fumbles | Fumbles  |
| Ano      | Time     | JD    | JT    | V-D   | Cmp      | Ten      | Pct      | Jardas   | Média    | TD       | Int      | Rtg      | Ten      | Jardas   | Média    | TD       | Sck   | Jardas | Fum     | Perdidos |
| -------- | -------- | ----- | ----- | ----- | -------- | -------- | -------- | -------- | -------- | -------- | -------- | -------- | -------- | -------- | -------- | -------- | ----- | ------ | ------- | -------- |
| 2011     | DEN      | 2     | 2     | 1-1   | 19       | 47       | 40,4     | 452      | 9,6      | 2        | 0        | 90,0     | 15       | 63       | 4,2      | 1        | 5     | 28     | 1       | 1        |
| Carreira | Carreira | 2     | 2     | 1-1   | 19       | 47       | 40,4%    | 452      | 9,6      | 2        | 0        | 90,0     | 15       | 63       | 4,2      | 1        | 5     | 28     | 1       | 1        |